# John C. Bates

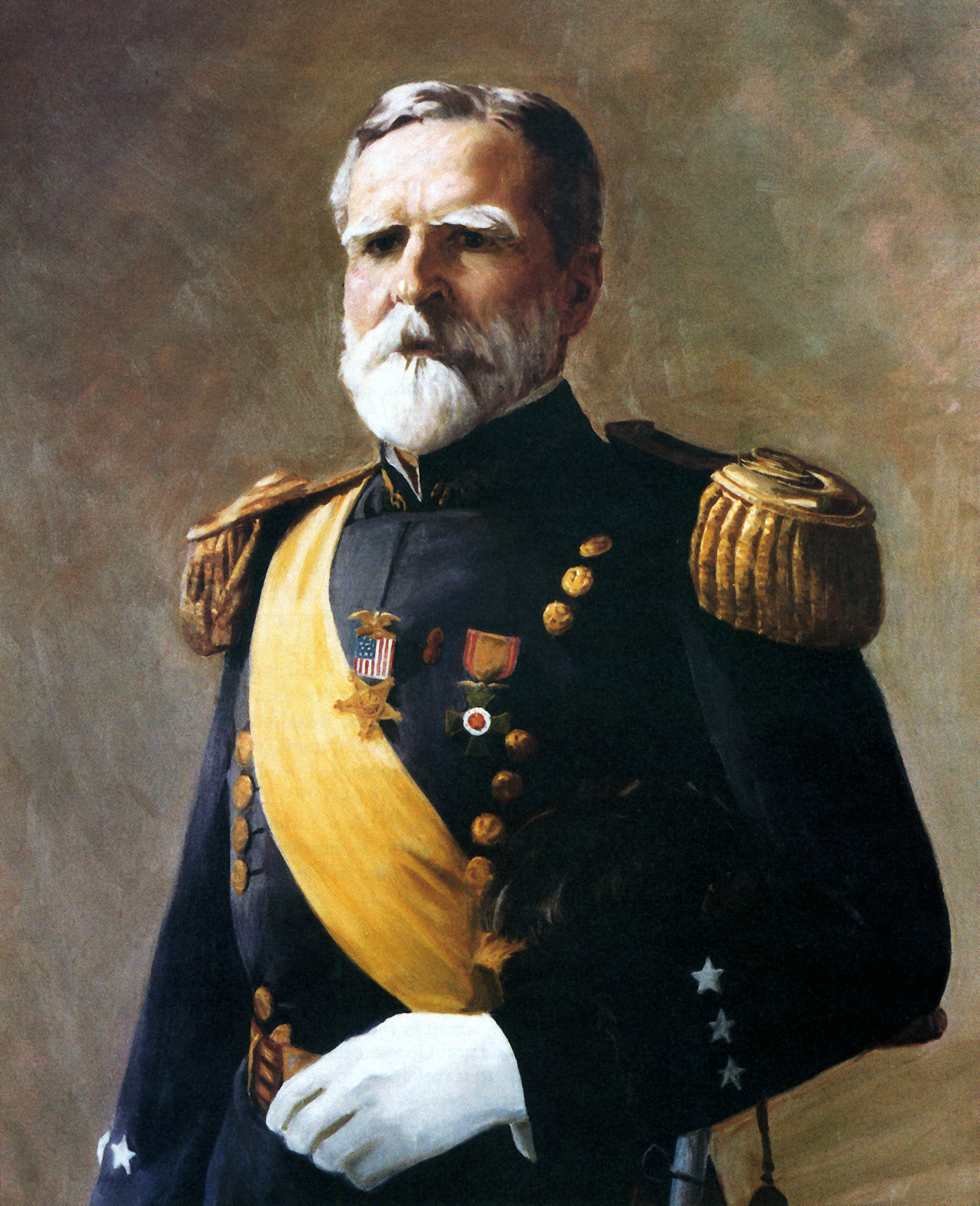
Generalleutnant John C. Bates, Gemälde von Cedric Baldwin Egeli

John Coalter Bates (* 26. August 1842 in St. Charles County, Missouri; † 4. Februar 1919 in San Diego, Kalifornien) war ein US-amerikanischer Generalleutnant der US Army, der unter anderem 1906 für einige Monate Chief of Staff of the Army war.

## Leben

### Sezessionskrieg und Spanisch-Amerikanischer Krieg
Bates war der Sohn des Politikers Edward Bates, der Mitglied des US-Repräsentantenhauses aus Missouri sowie zwischen 1861 und 1864 Justizminister (US Attorney General) im Kabinett von Präsident Abraham Lincoln war, sowie dessen Ehefrau Julia Davenport Coalter Bates. Nach einem kurzzeitigen Studium an der Washington University in St. Louis trat er selbst im Mai 1861 kurz nach Beginn des Sezessionskrieges in die US Army ein und wurde als Oberleutnant in das 11. Infanterieregiment übernommen, das zur Potomac-Armee (Army of the Potomac) gehörte. Nachdem er 1863 zum Hauptmann befördert worden war, fand er zwischen 1863 und dem Ende des Bürgerkrieges am 23. Juni 1865 Verwendung als Aide-de-camp des Oberbefehlshabers des Potomac-Armee, Generalmajor George Gordon Meade. Als solcher wurde ihm im August 1864 der Brevet-Rang als Major sowie im April 1864 als Oberstleutnant verliehen.
Nach dem Ende des Sezessionskrieges blieb Bates als Offizier in der US Army und nahm in der Folgezeit an zahlreichen Kämpfen in den Indianerkriegen im Westen teil. Er wurde im Mai 1882 zum Major sowie im Oktober 1886 zum Oberstleutnant befördert und übernahm schließlich nach seiner Beförderung zum Oberst im April 1892 den Posten als Kommandeur des 2. Infanterieregiments. Kurz nach Beginn des Spanisch-Amerikanischen Krieges wurde er im Mai 1898 zum Brigadegeneral der Freiwilligenverbände (US Volunteers) sowie zum Kommandeur der nach ihm benannten Bates’ Independent Brigade ernannt, die nominell zur 3. Division zu dem von General William Rufus Shafter kommandierten V. Armeekorps gehörte. Nach der Landung der US-Interventionstruppen auf Kuba wurde er am 25. Juni 1898 Kommandant des Stützpunktes Siboney und schloss sich mit seiner Einheit am 1. Juli 1898 der von Generalmajor Henry Ware Lawton kommandierten 2. Division für den Angriff auf El Caney an. In den letzten Tagen der Gefechte um Santiago de Cuba wurde er im Juli 1898 in den vorübergehenden Rang (Temporary Rank) eines Generalmajors befördert und selbst zum Kommandeur der 3. Division ernannt. Später war er von Januar bis Mai 1899 Kommandeur der in Santa Clara stationierten Heeresabteilung.

### Philippinisch-Amerikanischer Krieg und Chief of Staff of the Army
Nach Beendigung seiner vorübergehenden Bestellung zum Generalmajor wurde Bates im April 1899 wieder zum Brigadegeneral der US-Freiwilligentruppen ernannt. Daraufhin wurde er auf die Philippinen entsandt, wo er den Posten als Kommandeur der 1. Division des von General Elwell Stephen Otis kommandierten VIII. Korps (Eighth Army Corps) übernahm. In dieser Funktion war er während des Philippinisch-Amerikanischen Krieges zuständig für die US-Truppen in Jolo und Mindanao. Im August 1899 kam es zur Aushandlung eines Vertrages mit dem Sultan von Sulu, in dem dieser die Vorherrschaft der USA über die Philippinen anerkannte. Im Januar 1900 wurde er erneut Generalmajor der US-Freiwilligentruppen und danach im Februar 1901 Brigadegeneral der regulären US-Armee. 
Nach seiner Rückkehr in die USA war Bates zwischen 1901 und 1904 Kommandeur der Heeresabteilungen von Missouri und den Großen Seen und wurde als solcher im Juli 1902 auch zum Generalmajor der regulären US-Armee befördert. Im Anschluss fungierte er von 1904 bis Dezember 1905 als Kommandeur der Nord-Abteilung der US-Armee. Nach seiner Beförderung zum Generalleutnant am 1. Januar 1906 wurde er am 15. Januar 1906 von Generalleutnant Adna Chaffee als Chef des Stabes des US-Heeres (Chief of Staff of the Army). Drei Monate später schied er am 14. April 1906 auf eigenen Wunsch aus dem aktiven Militärdienst aus, woraufhin Generalmajor J. Franklin Bell sein Nachfolger wurde.
Nach seinem Tode am 4. Februar 1919 wurde er auf dem Nationalfriedhof Arlington beigesetzt.